# Świerzawa (gmina)
Świerzawa (en allemand : Schönau an der Katzbach) est une gmina mixte du powiat de Złotoryja, Basse-Silésie, dans le sud-ouest de la Pologne. Son siège est la ville de Świerzawa, qui se situe environ 13 km au sud de Złotoryja, et 81 km à l'ouest de la capitale régionale Wrocław.
La gmina couvre une superficie de 157,72 km2 pour une population de 7 808 habitants.

## Géographie
La gmina est bordée par les gminy de Boniewo, Brześć Kujawski, Choceń, Izbica Kujawska, Osięciny, Topólka et Włocławek.